# Bakai-Ata
Bakaiata (kirgisisch Бакайата; bis 1992 Leninpol) ist ein Dorf im Oblus Talas nahe der Stadt Talas in Kirgisistan. Es ist Verwaltungssitz des Rajons Bakaiata und der Landgemeinde Leninpol.
Die neun Kilometer lange Siedlung an der Bergkette Böltök entlang, zwischen den Bergflüssen Urmaral und Kumuschtak, erhielt ihren heutigen Namen 1992, nach der Unabhängigkeit der Kirgisischen Republik. Bis zu diesem Zeitpunkt hieß das Dorf 60 Jahre lang Leninpol. Auch das war eine Neubenennung, nachdem vier zuvor eigenständige plautdietsche Dörfer zusammengefasst worden waren.

## Geschichte
An dieser Stelle im Talas-Tal bekamen deutsche Mennoniten 1882 vom Gouverneur Turkestans in Taschkent Land zur Ansiedlung zugewiesen. In monatelangen Trecks kamen sie mit Pferdewagen, meist aus den Dörfern der Molotscha-Ansiedlung in Südrussland und von der Wolga. Mit Genehmigung der zuständigen Kreisverwaltung in Aulie-Ata (der heutigen Stadt Taras in Kasachstan), gründeten die Einwanderer vier kleine Dörfer namens Köppental, Nikolaipol, Gnadental und Gnadenfeld. Bei der Eintragung in das Verzeichnis russischer Ansiedlungen in Zentralasien 1893 wurden diese deutsche Namen aber nicht anerkannt, und drei der vier Dörfer erhielten russische Namen: Köppental wurde Romanowka, Gnadental wurde Andreewka, und Gnadenfeld wurde Wladimirowka. Nur Nikolaipol behielt seinen alten Namen. Gnadenfeld/Wladimirowka bestand zu der Zeit aus sieben Gehöften und bekam daher von den Kirgisen einen zweiten Namen – Djetykibit (Kirgisisch für Sieben Häuser).
Während der nächsten 40 bis 50 Jahre bildeten Deutsche die Mehrheit in diesen Dörfern, und die Umgangssprache war Plautdietsch (Plattdeutsch). Der Schulunterricht und die Kirchensprache waren von 1882 bis 1938 immer Hochdeutsch. Dann wurde Deutsch im Schulunterricht durch die russische Sprache ersetzt und die Kirche geschlossen.
Mit der Bebauung der Grundstücke zwischen den Dörfern im Laufe der Zeit wuchsen die vier kleinen Ansiedlungen allmählich zusammen, und 1931 wurden sie unter dem Namen Leninpol vereinigt. Gleichzeitig kam auch die Rajonverwaltung (Kreisverwaltung) nach Leninpol.
Die Deutschen in Leninpol wurden innerhalb der folgenden 30 bis 40 Jahren allmählich zu einer Minderheit, weil in den Kriegsjahren deutsche Männer und Frauen zur Zwangsarbeit verschickt wurden, während gleichzeitig deportierte Karatschaier aus dem Kaukasus im Dorf angesiedelt wurden. Dazu kam Ende der 1950er Jahre die Verlegung und Eingliederung kirgisischer Dörfer (Schapak und Tschon-Alysch) nach Leninpol. Mit der Zuwanderung weiterer Kirgisen aus anderen Dörfern und der teilweisen Übersiedlung von Deutschen in andere Gebiete verschoben sich die ethnischen Verhältnisse weiter zu Ungunsten der deutschen Minderheit.
Mitte der 1980er Jahre lebten in Leninpol noch fast 4000 Deutsche. In den darauf folgenden 20 Jahren, seit dem Beginn der Perestroika in der damaligen Sowjetunion, verließen dann fast alle von ihnen das Dorf. Die Mehrheit ging als Aussiedler nach Deutschland. Auch die Russen übersiedelten mehrheitlich bis Mitte der 1990er Jahre aus Leninpol/Bakaiata nach Russland.
Die Amtssprache, wie auch der Schulunterricht, in Bakaiata sind seit der Unabhängigkeit Kirgisistans 1991 kirgisisch. Einige Jahre später wurde die russische Sprache als zweite Staatssprache im Land zugelassen. Daraufhin wurde 1997 in Bakaiata ein privates Gymnasium eröffnet, mit Schulunterricht in russischer Sprache. Auch in der ehemaligen Mittelschule wird der Schulunterricht seit 2002 wieder teilweise in russischer Sprache durchgeführt.
Ehemalige Einwohner der Dörfer im Talas-Tal, die heute in Deutschland leben, haben zu ihrer alten Heimat gute Verbindung erhalten und haben dort alte Freunde. Dutzende gegenseitiger Besuche als Privatgäste oder Touristen finden jedes Jahr statt.

## Söhne und Töchter der Stadt
- Tschinara Aidarbekowa (* 1970), Juristin
- Dastan Lepschakow (* 1997), Billardspieler und Weltmeister

## Weblink
- leninpol.info